# 祜记祠堂
祜记祠堂，位于中国广东省揭阳市榕城北环城路，为揭阳市的一个市、县级文物保护单位，类型为近现代重要史迹及代表性建筑，公布时间为2005年。
祜记祠堂的历史年代为近代。